# 2007-es Roland Garros
A 2007-es Roland Garros az év második Grand Slam-tornája, a Roland Garros 106. kiadása volt. Párizsban, a Stade Roland Garroson rendezték meg, 2007. május 27-étől június 10-éig.

## Döntők

### Férfi egyes
Rafael Nadal -  Roger Federer 6-3, 4-6, 6-3, 6-4

### Női egyes
Justine Henin -  Ana Ivanović 6-1, 6-2

### Férfi páros
Mark Knowles /  Daniel Nestor -  Lukáš Dlouhý /  Pavel Vizner 2-6, 6-3, 6-4

### Női páros
Alicia Molik /  Mara Santangelo -  Katarina Srebotnik /  Szugijama Ai 7-6 (5), 6-4

### Vegyes páros
Nathalie Dechy /  Andi Rám -  Katarina Srebotnik /  Nenad Zimonjic 7-5, 6-3

## Juniorok

### Fiú egyéni
Uladzimir Ignacik –  Greg Jones 6–3, 6–4

### Lány egyéni
Alizé Cornet –  Mariana Duque Mariño 4–6, 6–1, 6–0

### Fiú páros
Thomas Fabbiano /  Andrei Karatchenia –  Kellen Damico /  Jonathan Eysseric 6–4, 6–0

### Lány páros
Kszenija Milevszkaja /  Urszula Radwańska –  Sorana Cîrstea /  Alexa Glatch 6–1, 6–4

## TV közvetítések
- Arab államok - Al Jazeera Sports
- Európa - Eurosport
- Dél-amerika - ESPN International
- Délkelet-Ázsia - Star Sports
- Belgium - Sporza, VRT, RTBF
- Brazília - ESPN Brasil
- Horvátország - HRT 2
- Franciaország - France Televisions
- Egyesült Királyság - BBC Interactive
- Írország - TG4
- Japán - TV Tokyo, WOWOW
- Hollandia - NOS
- Oroszország - Sport TV, NTV Plus
- Szerbia - RTS
- Amerikai Egyesült Államok - NBC, ESPN2, The Tennis Channel